# Бег-Тимур Саїф ад-Дін
Бег-Тимур Саїф ад-Дін (*д/н — 1193) — 2-й шахармен Держави Шах-Арменідів з 1185 до 1193 року.

## Життєпис
Мав тюркськепоходяження. був гулямом або мамлюком шахармена Сокмана II. Звитяжив у війнах проти Грузинського царства. У 1180-х роках очолював війська, які було відправлено на підтримку Ізз ад-Діна, еміра Мосула, в його боротьбі з Салах ад-Діном, султаном Єгипту. 1185 році після смерті Сокмана II, що не мав прямих спадкоємців, за підтримки Пахлава Ільдегізіда, фактичного правителя Іракського султанату, стає правителем держави Шах-Арменідів, заснувавши власну династію.
З цього моменту Шах-Арменідів опиняються у фактичній залежності від Ільдегізідів. Водночас Бег-Тимур зумів укласти мирний договір з Салах ад-діном, що оволодів Мосулом та повалив Артукідів в Мардіні та Сильвані. Внаслідок цього держава Шах-Арменідів отримав кордон з державою Аюбідів. Натомість бег-Тимур зосередив основні зусилля на збереженні влади та дотриманні миру з сусідами. Тому не відгукався на заклики протидіяти Салах ад-Діну. Водночас війська бег-Тимура зазнали поразки від грузинської армії у 1185—1191 роках, в результаті чого було втрачено північні області.
У 1193 році після смерті останнього утворилася коаліції з Артукідів та Зенгідів, що прагнули повернути втрачені володіння. Їх підтримував іракський султан Тогрул III. Але Бег-Тимур відмовився пристати до них. Тоді було влаштовано змову, в результаті якої шахармен загинув, а трон посів військовик Бадр ад-дін Ак-Сонкор.

## Родина
- Мухаммад ал-Мансур, шахармен у 1198—1206 роках